# بری گلگر
بری گلگر (انگلیسی: Barry Gallagher؛ زادهٔ ۷ آوریل ۱۹۶۱) بازیکن فوتبال اهل بریتانیا است.
از باشگاه‌هایی که در آن بازی کرده‌است می‌توان به باشگاه فوتبال منزفیلد تاون و باشگاه فوتبال برادفورد سیتی اشاره کرد.